# 中央町 (横手市)
中央町（ちゅうおうまち）は、秋田県横手市の町丁。郵便番号は013-0023。人口は157人、世帯数は72世帯（2020年10月1日現在）。丁目の設定のない単独町名で、全域で住居表示を実施している。旧横手市睦成・横手町の各一部に相当する。

## 地理
横手地域の中央部に位置し、東で四日町、西で大水戸町・平城町、南で田中町と隣接する。町の北端は横手川が流れ、南端は南堰が西に流れる。東部はかつて寺町と呼ばれた地域で、西誓寺・法泉寺・円浄寺・光専寺・正法寺・明光寺などが所在する。また、通称「馬口労町通り」と呼ばれる通りは飲食店街が形成されており、市内を代表する歓楽街となっている。町の南部には「富士見大通り」と呼ばれる幹線道路が通っており、この道路沿いには横手市役所本庁舎が所在するなど、市の政治経済の中心となっている。毎年2月に行われる横手のかまくらでは主会場となっており、かまくらに入る体験が年中可能な「横手市ふれあいセンター『かまくら館』」が市役所本庁舎に隣接して所在する。
全域が都市計画区域に含まれるが、区域区分非設定区域となっている。都市計画法上の用途地域では全域が商業地域に指定されている。

### 地名の由来
現在の中央町という地名は1966年に実施された住居表示の際に命名されたもので、市街地の中央部にあることに由来する。江戸時代から住居表示に至るまでは柳町や寺町、馬口労町などと呼ばれ、中央町はこれらの町の範囲に相当する。

## 歴史
横手川右岸の朝倉山（通称・お城山）に位置した横手城の城下町として栄えた地域で、現在も横手市の中心市街地の一角を成している。現在の中央町は横手川の左岸、商人や職人が住む「外町」に当たる地域で、江戸時代頃から城下町として形成されていった。
現在の中央町は1966年4月1日に実施された住居表示によって発足したもので、それ以前は睦成字町尻の一部、横手町字柳町・同字寺町・同字馬口労町であった。柳町は、四日町の西裏に当たる後町（寺町）通りに続く道と、馬口労町通りの北に続く道に沿った町であった。また、馬口労町は裏町とも併称され、後町の西側、田中町の北側に位置した。大字としては1874年（明治7年）に柳町・馬口労町・大水戸町・田中町が合併して横手町大字横手町となり、小字として旧町名が継承されている。後町は寺町とも呼ばれ、四日町の西裏にあたり、南端では二の堰で田中町と境をなしていた。

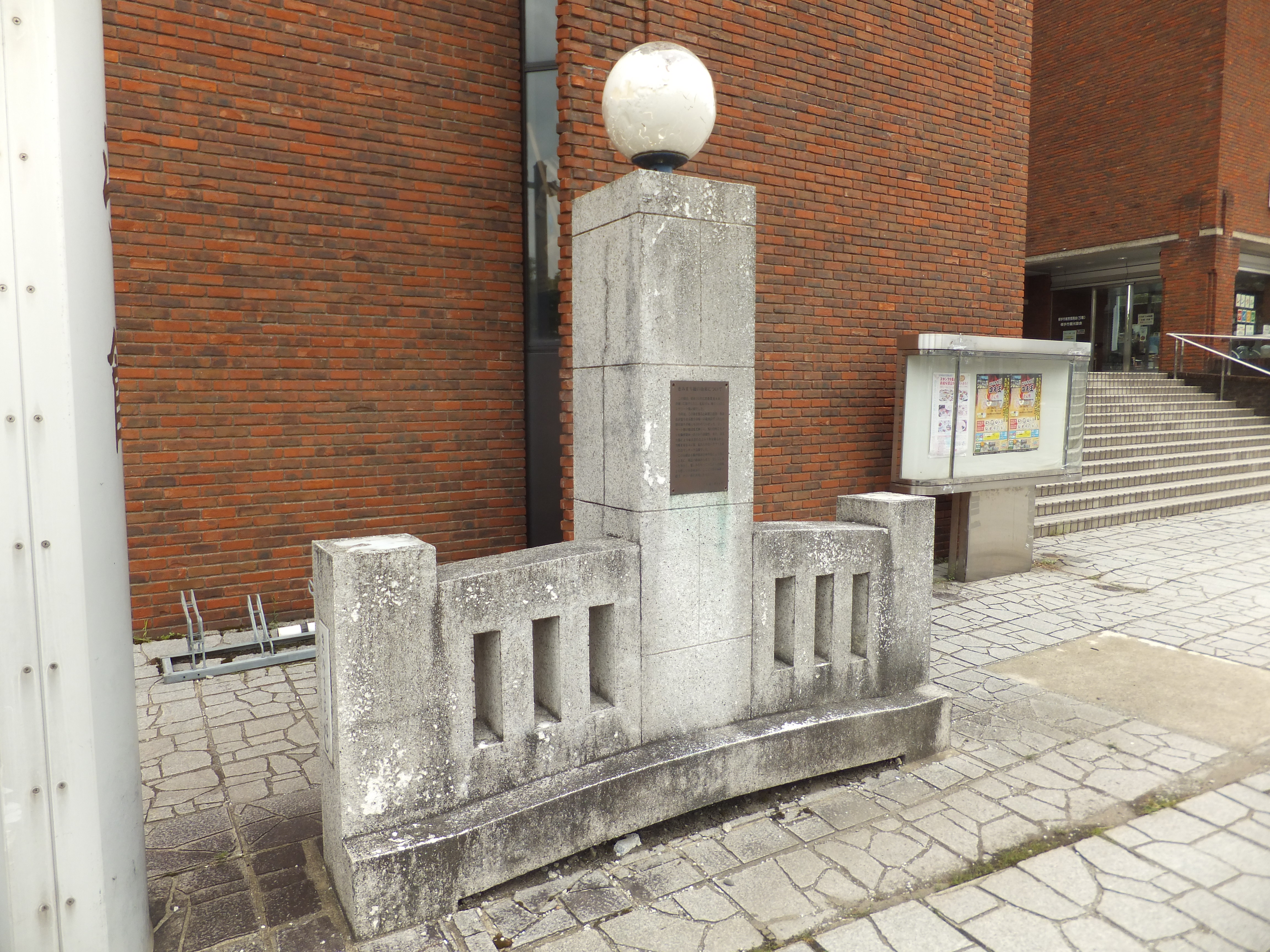
きみまち橋の遺構

モータリゼーションの時代が到来すると、城下町特有の狭く曲がり角が多い横手の道路は車の通行に不便であったため、1937年（昭和12年）に決定した都市計画により、各地で土地区画整理事業が行われることになった。また、市内を一周する横手環状線の整備も進められ、1991年（平成3年）に奥羽本線を跨ぐ跨線橋（富士見大橋）とその地下道の工事に着工した。また中央町を通る幅員4.5メートルの「上辻貫通り」を16メートルまで拡幅するのも難工事であり、最も工費のかかる区間であった。富士見大橋は1994年（平成6年）に開通した。
また、この土地区画整理事業に並行する形で市役所庁舎の移転も行われ、大町の横手川沿いに位置していた庁舎が1989年（平成元年）3月にこの中央町へ移転してきた。
土地区画整理事業が行われる以前に町内を流れていた二の堰（現在は暗渠）には「きみまち橋」と呼ばれるコンクリート製の橋がかかっており、遊廓や飲食店がある歓楽街につながる橋であることから別名「親不孝橋」とも呼ばれた。橋は1955年（昭和30年）に完成したもので、この橋がかつてあった現在のかまくら館前には、欄干のモニュメントが1995年（平成7年）に設置されている。

### 町名の変遷
住居表示に関する法律が施行された1962年5月10日以降、旧横手市内においても住居表示が進み、1965年より第一次から第五次にかけて実施された。先述の通り、本地域は1966年4月1日に実施され、現行の中央町はここで誕生した。
| 実施後 | 実施年月日     | 実施前                                       | 備考 |
| ------ | -------------- | -------------------------------------------- | ---- |
| 中央町 | 昭和41年4月1日 | 睦成字町尻（一部） むつなり あざまちじり     |      |
| 中央町 | 昭和41年4月1日 | 横手町字柳町 よこてまち あざやなぎまち       |      |
| 中央町 | 昭和41年4月1日 | 横手町字寺町 よこてまち あざてらまち         |      |
| 中央町 | 昭和41年4月1日 | 横手町字馬口労町 よこてまち あざばくろうまち |      |

## 世帯数と人口
2020年（令和2年）10月1日現在の世帯数と人口は以下の通りである。
| 丁目   | 世帯数 | 人口  |
| ------ | ------ | ----- |
| 中央町 | 72世帯 | 157人 |

### 人口・世帯数の推移
以下は国勢調査による1995年（平成7年）以降の人口の推移。
| 年                 | 人口 |
| ------------------ | ---- |
| 1995年（平成7年）  | 347  |
| 2000年（平成12年） | 268  |
| 2005年（平成17年） | 227  |
| 2010年（平成22年） | 201  |
| 2015年（平成27年） | 186  |
| 2020年（令和2年）  | 157  |

以下は国勢調査による1995年（平成7年）以降の世帯数の推移。
| 年                 | 世帯数 |
| ------------------ | ------ |
| 1995年（平成7年）  | 106    |
| 2000年（平成12年） | 118    |
| 2005年（平成17年） | 94     |
| 2010年（平成22年） | 113    |
| 2015年（平成27年） | 78     |
| 2020年（令和2年）  | 72     |

## 小・中学校の学区
市立小・中学校に通う場合、学区（校区）は以下の通りとなる。
| 番地 | 小学校               | 中学校               |
| ---- | -------------------- | -------------------- |
| 全域 | 横手市立横手南小学校 | 横手市立横手南中学校 |

## 交通

### 鉄道
鉄道駅はない。最寄り駅は■奥羽本線、■北上線の横手駅。

### バス
羽後交通
- 横手市役所本庁舎前（ふるさと村線、朝日が丘線、山内線、横手・本荘線、横手・湯沢線、横手・小安線）
- 光明寺街区公園前（横手市循環バス）

### 道路
- 富士見大通り

## 施設
- 正一位福寿稲荷大明神（1番13号）[28]
祭神：最上大菩薩（福寿稲荷）、祭日：10月21日・22日（元は旧暦8月22日）
慶長7年（1602年）、初代伊沢彦右衛門が佐竹氏の秋田転封に従い常陸国から移住した際、内神として奉斎された。霊験あらたかであったことから一般の参詣者も多く訪れるようになり、明治初年には一宇が建立された[28]。
- 円浄寺（6番14号）[29]
山号：正寿山、宗派：真宗大谷派、本尊：阿弥陀如来
法然上人の直弟子である顕然房好覚法師が、師の命を受けて建保年間に出羽国横手に赴き、草庵を結んで「大鳥山 圓浄寺」と称したのが当寺の開創と伝えられている。寺が最初に建立されたのは、小吉山の北端とされている。その後、慶長12年（1606年）には、明永村に一寺が建立された。寛文年間の古地図によれば、その所在地は現在の龍昌院（横手市城西町）の墓地北端付近と推定されている。さらに、宝暦8年（1758年）に現在地へ移転した。この地はかつて正寿院の跡地であったため、山号も「正寿山」へと改められた。公益事業として、上宮幼稚園と上宮第二幼稚園を経営している[29]。
- 光専寺（6番6号）[30]
山号：関根山、宗派：浄土真宗本願寺派、本尊：阿弥陀如来
八幡太郎源義家の三代の孫にあたる源義道は、常陸国霞ヶ浦に閑居した際、親鸞の教えを受けて「乗信」の法名を賜り、以後、乗信房と称した。その後、布教と伝道のため諸国を巡回する中で、関根村に所在していた天台宗の光専寺が荒廃しているのを見てこれを再興し、「関根山 光専寺」と称した。延徳4年（1492年）に現在地に移転した[30]。
- 西誓寺（2番2号）[30]
山号：梧鳳山、宗派：真宗大谷派、本尊：阿弥陀如来
加賀国の出身で、今井兼平の後胤にあたる今井兼知は、戦乱の世に無常を感じ、長禄元年（1457年）に蓮如上人の弟子となり、「祐可」の法名を賜った。加賀国においては、東本願寺御門跡直末の西誓寺を開創した。その後、出羽国平鹿郡上境村の梧の木小屋に一寺を建立。これにちなみ、山号を「梧鳳山」とし、寺号は加賀国の「西誓寺」を継承した。大永元年（1521年）春に現在地に移転した[30]。
- 法泉寺（2番14号）[30]
山号：沸雲山、宗派：真宗大谷派、本尊：阿弥陀如来
和賀城主・多田薩摩守義晴公の弟である義遠は、出家して「行専」と号し、岩手県和賀郡の夏油川沿い・岩崎に一寺を建立した。延徳3年（1491年）には、法泉寺を開創している。その後、天正19年（1591年）に和賀城が落城すると、第四世・専勝は一門である小原縫殿介吉実を頼って平鹿郡増田の東尹織の館に移住。そこに2～3年滞在したのち、横手へ移り、現在地に寺を移転した[30]。
- 正法寺（8番1号）[31]
山号：仏眼山、宗派：日蓮宗、本尊：釈迦牟尼仏
開山は正徳院日意上人であり、万治元年（1658年）に遷化した。開基は元和年間に加賀国から来住した加州屋与一郎とされ、先祖供養のために本寺を建立したと伝えられている。
- 横手市役所 本庁舎（8番2号）[32]
- 横手市ふれあいセンター「かまくら館」（8番12号）[33]
- 光明寺街区公園[34]

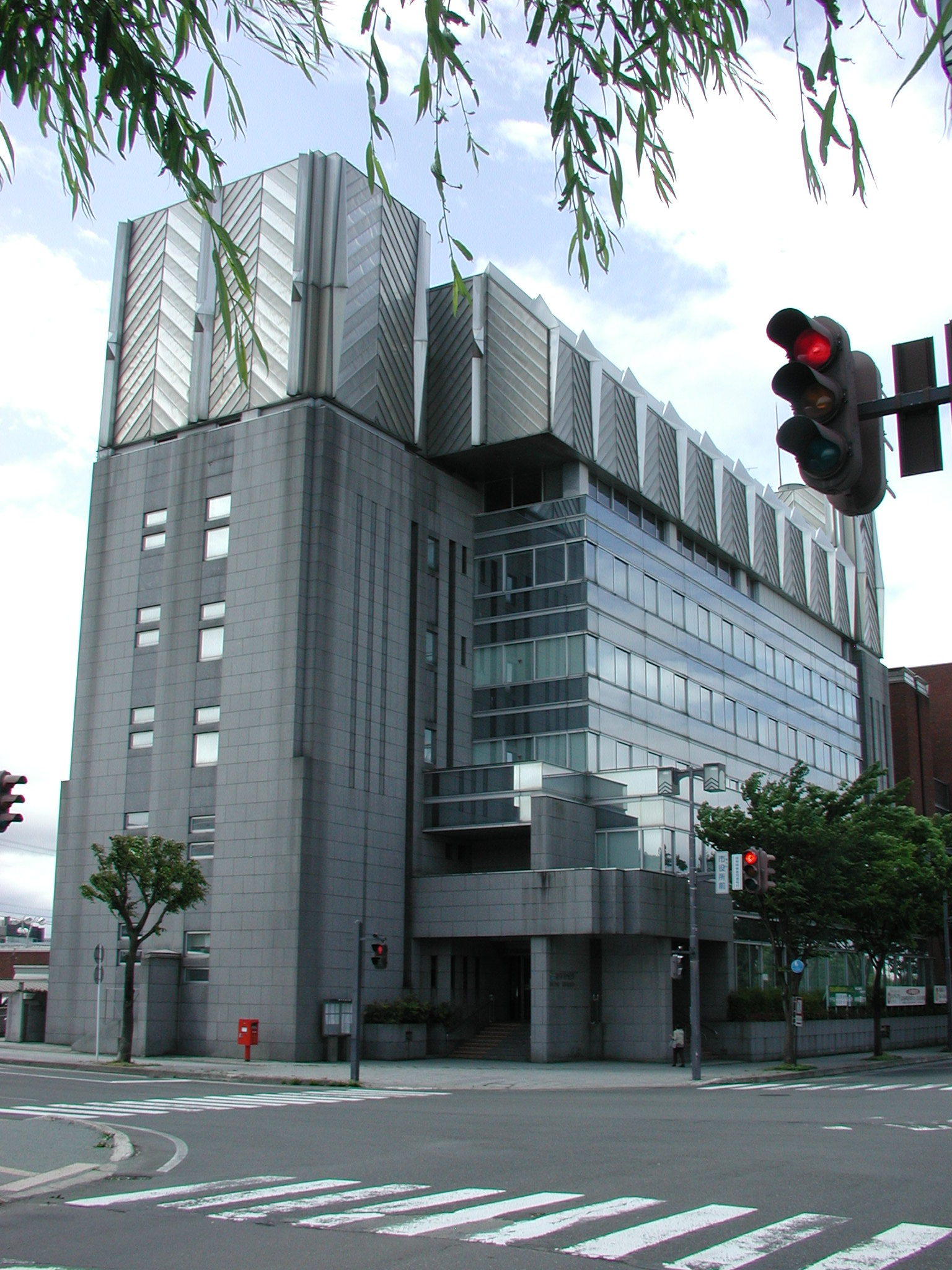
横手市役所本庁舎
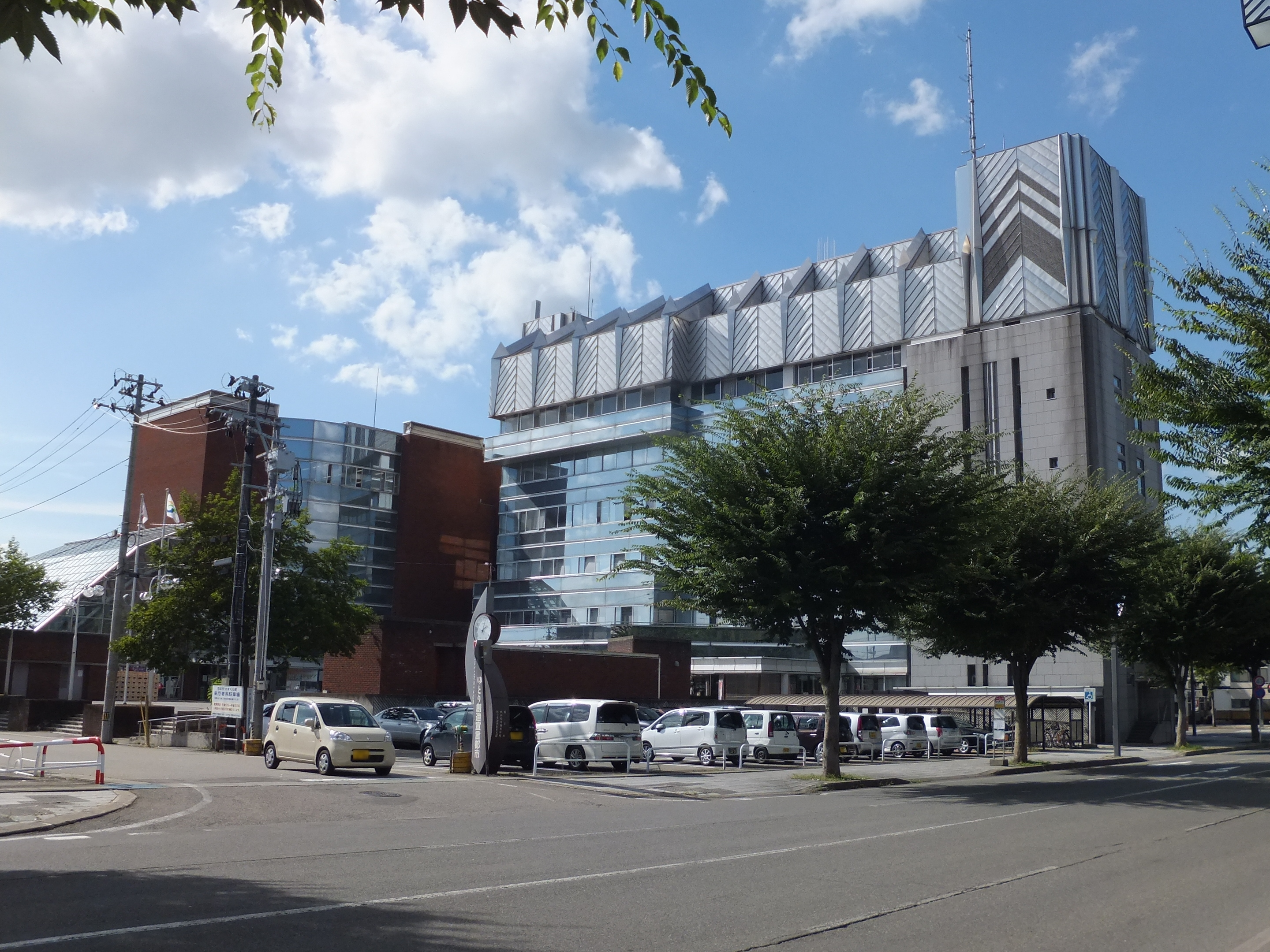
横手市役所本庁舎とかまくら館